# ماری آنتوان کارم
ماری آنتوان کارم (به فرانسوی: Marie-Antoine Carême) (پاریس ۸ جون ۱۷۸۴ – ۱۲ ژانویه ۱۸۳۳) آشپز فرانسوی بود که در اوایل قرن نوزدهم باعث به وجود آمدن تحول اساسی در آشپزی فرانسوی شد.